# Malošište
Malošište (cyr. Малошиште) – wieś w Serbii, w okręgu niszawskim, w gminie Doljevac. W 2011 roku liczyła 2835 mieszkańców.